# El Pensador de Rodin en el parque del doctor Linde en Lübeck
El Pensador de Rodin en el parque del doctor Linde en Lübeck es un cuadro del pintor noruego Edvard Munch realizado hacia 1908.
El doctor Max Linde (1862-1940) era un médico oftalmólogo, mecenas y coleccionista de arte de Lübeck. Auguste Rodin le había vendido en 1905 una reproducción más grande que el original del Pensador, que el doctor instaló en el parque de su residencia en Lübeck. Para apoyarlo económicamente Linde encargo a su amigo Edvard Munch varios cuadros, uno de ellos representando la estatua en el parque y que fue realizado por Munch en octubre de 1908.